# Martin T4M
Martin T4M byl americký torpédový bombardér z 20. let 20. století. Byl vyvinut společností Glenn L. Martin Company jako pokračování jejich dřívějšího letounu Martin T3M. Tak jako předchozí typ se jednalo o jednomotorový dvouplošník, který sloužil jako hlavní torpédový bombardér na palubách letadlových lodí námořnictva Spojených států téměř celá 30. léta 20. století.

## Vývoj a popis
Martin Model 74 byl navržen a vyvinut společností Glenn L. Martin Company jako výsledek zkoušení experimentálních verzí letounu Martin T3M s označením XT3M-3 a XT3M-4, které byly zkušebně osazeny hvězdicovými motory. Výsledkem byl prototyp s označením XT4M-1, který poprvé vzlétnul v dubnu 1927, a který byl následně koupen námořnictvem Spojených států pro další zkoušky.
Letoun XT4M-1 měl nová plátnem potažená kovová křídla s menším rozpětím než dřevěná křídla letounu T3M. Byl poháněn motorem Pratt & Whitney Hornet (rovněž použitým na letounu XT3M-3) a byl vybaven vylepšeným kormidlem. Trup letounu se podobal trupu letounu T3M-2 a stejně jako tyto letouny mohl být letoun vybaven buď klasickým podvozkem záďového typu nebo plováky.
Výsledkem úspěšných zkoušek byla objednávka námořnictva Spojených států z 30. června 1927 na 102 strojů pod označením T4M-1. Společnost Martin však prodala v říjnu 1928 svou továrnu v Clevelandu, která vyráběla stroje T4M, společnosti Great Lakes Aircraft Company. To znamenalo, že společnost Great Lakes obdržela objednávku na 18 letounů s mírně upraveným podvozkem, které nesly označení TG-1. 2. července 1930 námořnictvo objednalo dalších 32 letounů poháněných silnějším hvězdicovým motorem Wright Cyclone u společnosti Detroit Aircraft Corporation pod označením TE-1. Detroit však postoupil objednávku společnosti Great Lakes, což byla v té době jeho dceřiná společnost, která stroje vyrobila pod označením TG-2.

## Operační historie

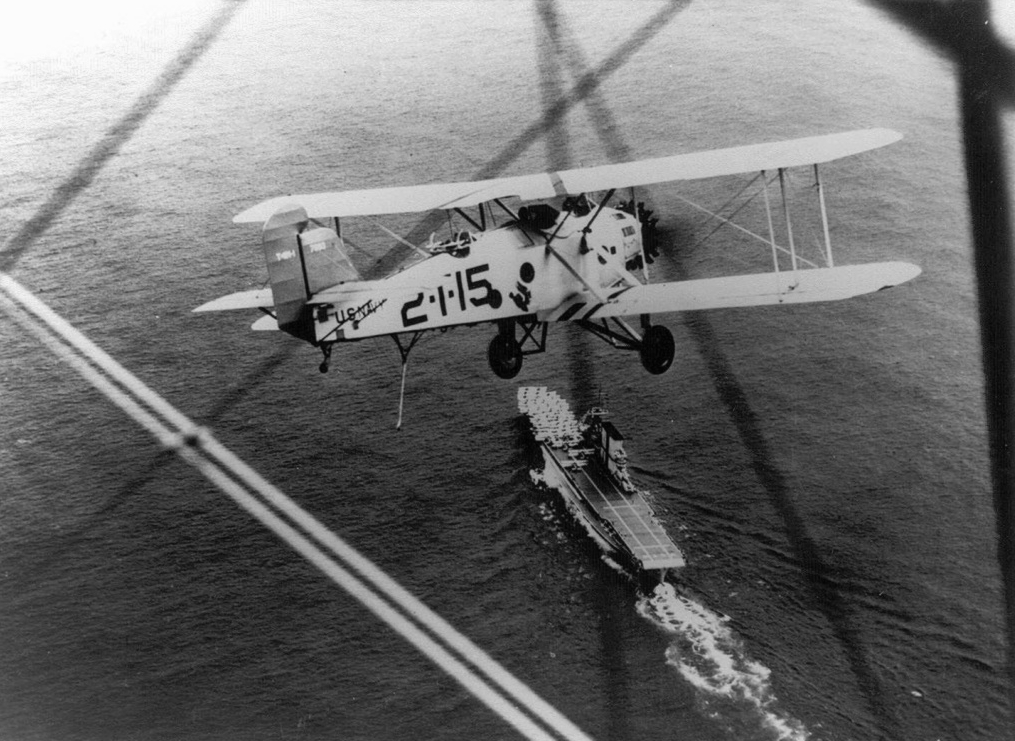
T4M

Dodávky strojů T4M k námořnictvu Spojených států byly zahájeny v srpnu 1928, přičemž nahradily stroje T3M-2 na palubě letadlových lodí USS Saratoga a USS Lexington. Dodávky pokračovaly až do roku 1931.
Zatímco jeho předchůdce, což byl letoun T3M, většinu času působil na plovácích, v době dodávek letounů T4M a TG americké námořnictvo již dosáhlo větší univerzálnosti používaných letadlových lodí, a proto tyto letouny většinou působily na kolových podvozcích z palub letadlových lodí.
Schopnosti leteckých sil na letadlových lodích byly demonstrovány během námořního cvičení v lednu 1929, když letouny z lodi USS Saratoga včetně letounů T4M prováděly cvičné útoky na Panamský kanál. Navzdory obranným silám z lodi USS Lexington a silám z pozemních základen se dalo usoudit, že útočníkům se podařilo „zničit“ zařízení průplavu i letiště. Cvičení bylo popsáno jako „nejskvěleji pojatá a nejefektivněji provedená námořní operace v naší historii“. Tato slova pronesl admirál William V. Pratt, který se později stal velitelem amerického loďstva.
Letoun T4M byl neobvyklý tím, že jeho trup byl dostatečně prostorný, aby se členové posádky mohli přesouvat mezi jednotlivými pozicemi. Byl tak prostorný, že se v něm mohl člověk téměř postavit. O jeho leteckých kvalitách se však jeden z pilotů vyjádřil, že „vzlétá, létá i přistává rychlostí 65 uzlů.“
Ukázalo se, že letouny T4M a TG bude těžké nahradit, protože po vyhodnocení zkoušek letounů XT6M a XT3D se tyto stroje prokázaly jako nedostatečné, aby se vyplatil jejich nákup. Zůstaly ve službě až do roku 1938, kdy byly nahrazeny letouny TBD Devastator a staly se tak posledními dvouplošníky v roli torpédových bombardérů u námořnictva Spojených států.

## Varianty

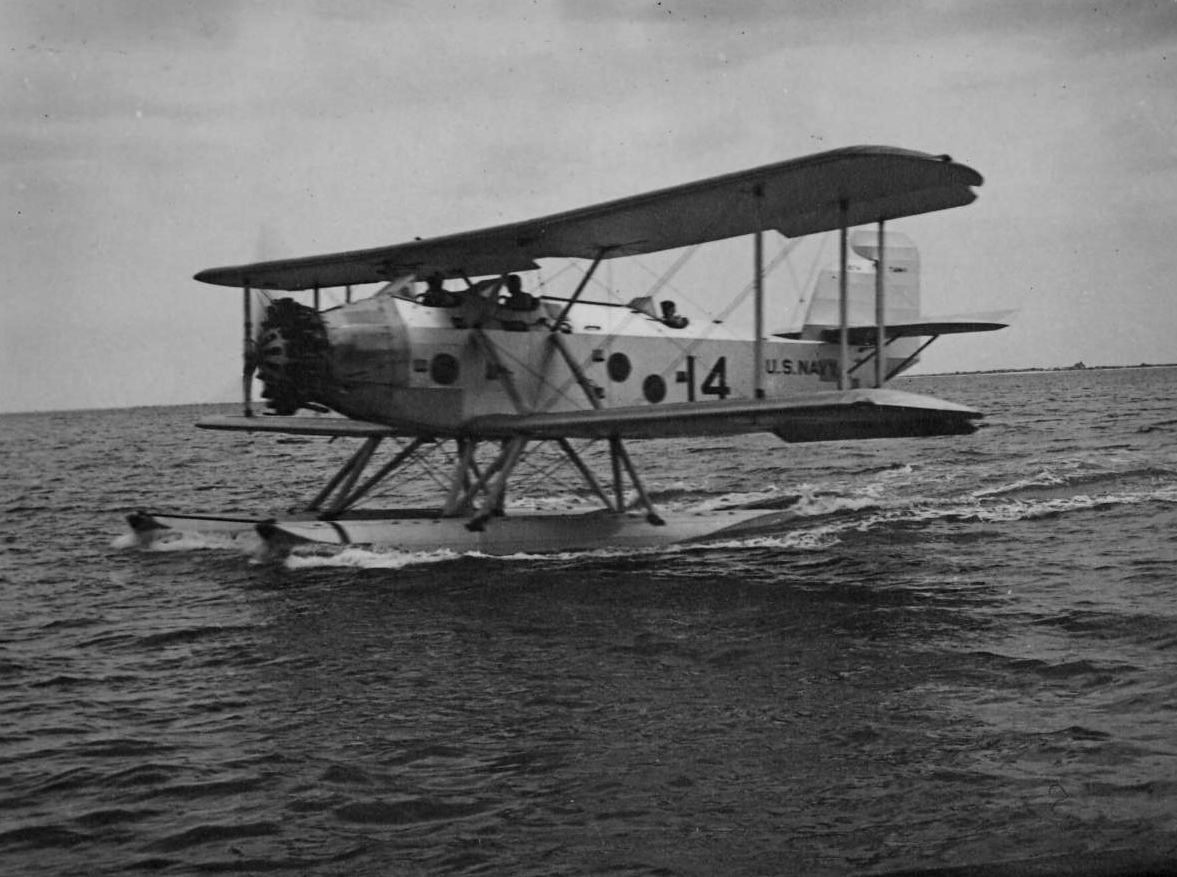
Martin T4M-1

XT4M-1
Prototyp poháněný motorem Pratt & Whitney R-1690-24 s výkonem 525 k (392 kW). Postaven 1 letoun.
T4M-1
Původní sériová verze společnosti Martin poháněná motorem R-1690-24. Postaveno 102 strojů.
TG-1
Verze společnosti Great Lakes s mírně upraveným podvozkem, poháněná motorem Pratt & Whitney R-1690-28 s výkonem 525 k (392 kW). Postaveno 18 strojů.
TG-1 Commercial
Civilní verze letounu TG-1. Postaveny dva letouny.
TG-2
Verze společnosti Great Lakes poháněná motorem Wright R-1820-86 Cyclone s výkonem 620 k (463 kW). Původní označení verze bylo TE-1. Postaveno 32 letounů.

## Specifikace (T4M-1)

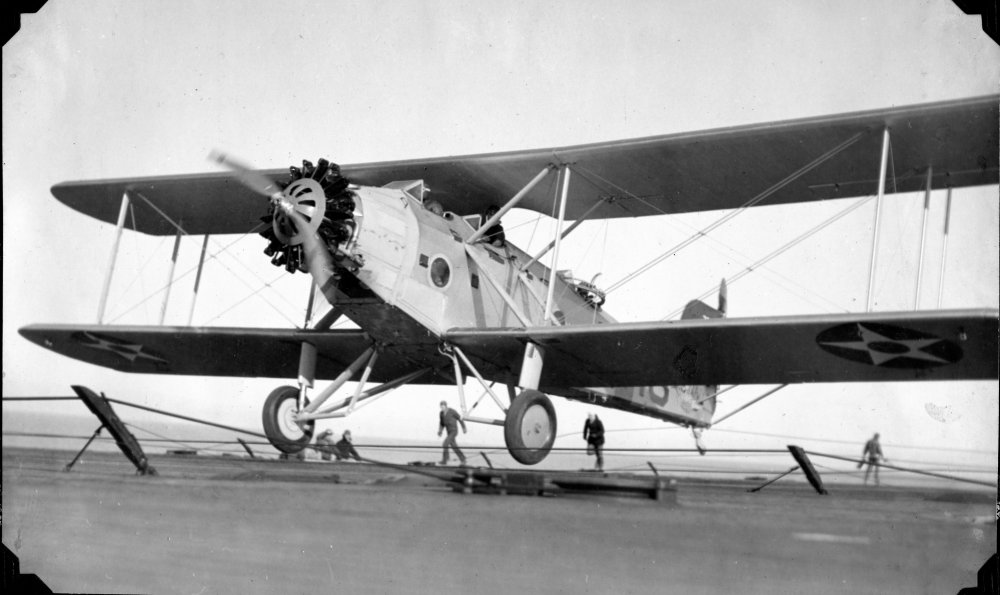
Martin T4M-1

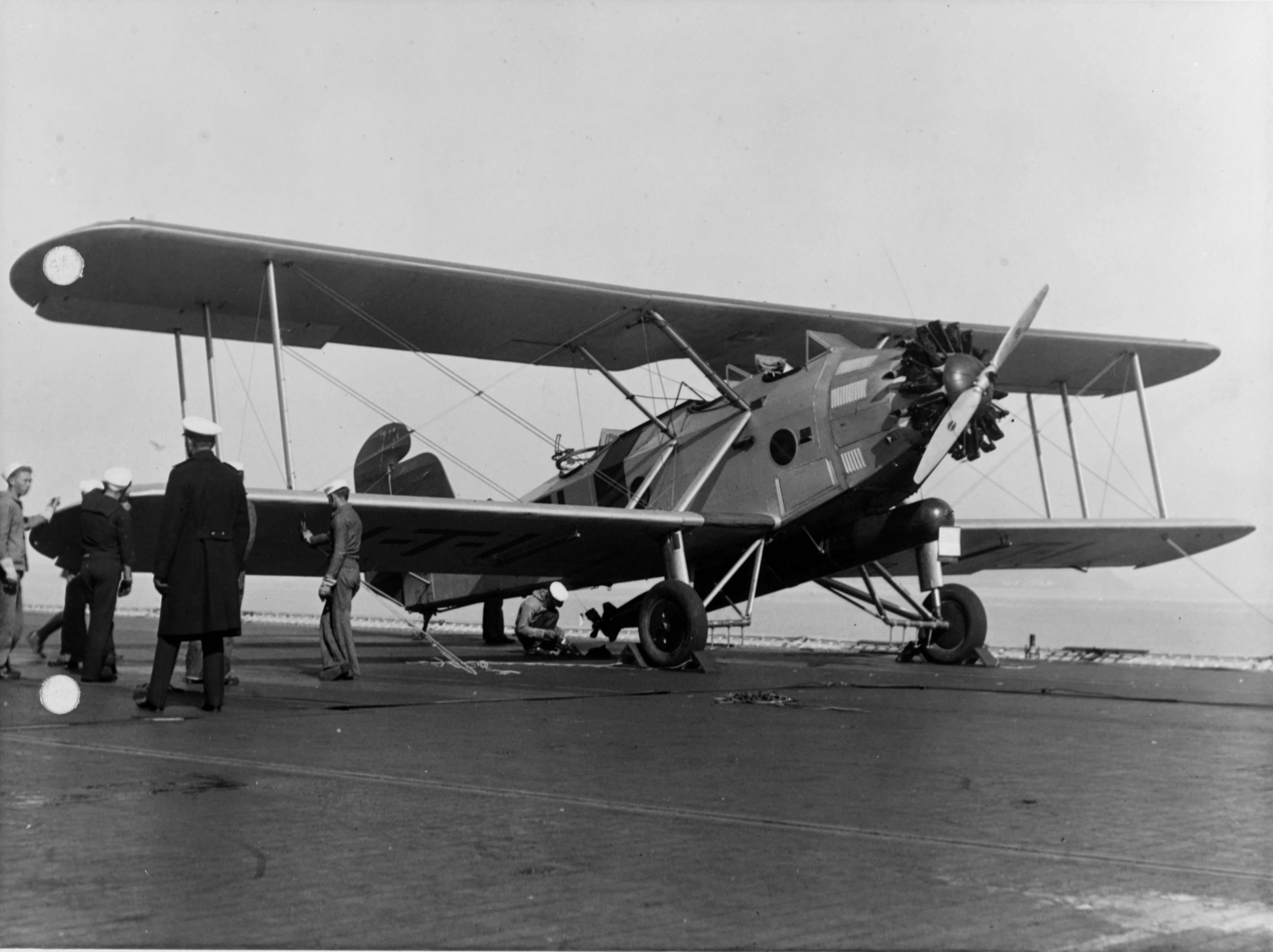
Martin T4M-1, USS Lexington (CV-2), 1928

Technické údaje pocházejí z publikace „United States Navy Aircraft since 1911“.

### Technické údaje
- Posádka: 3
- Rozpětí: 16,16 m
- Délka: 10,85 m
- Výška: 4,50 m
- Nosná plocha: 70 m²
- Plošné zatížení: 61,7 kg/m²
- Prázdná hmotnost: 2 643 kg
- Vzletová hmotnost: 4 320 kg
- Pohonná jednotka: 1× hvězdicový motor Pratt & Whitney R-1690 Hornet
- Výkon pohonné jednotky: 525 k (392 kW)

### Výkony
- Cestovní rychlost: 158 km/h (98 mph, 85 uzlů) ve výšce ? m
- Maximální rychlost: 184 km/h (114 mph, 99 uzlů) ve výšce ? m
- Dolet: 584 km (363 mil, 316 námořních mil) s torpédem, „téměř 700 mil“[10] (610 námořních mil, 1 100 km) jako průzkumný letoun
- Dostup: 3 095 m (10 150 stop)
- Stoupavost: ? m/s (? m/min)
- Poměr výkon/hmotnost: 0,091 kW/kg

### Výzbroj
- 1× pohyblivý kulomet ráže 7,62 mm v zadním kokpitu
- 1× torpédo nebo bomby pod trupem

## Uživatelé
Spojené státy americké
- Námořní pěchota USA[11][12]
- Námořnictvo USA

#### Související vývoj
- Curtiss CS/Martin SC
- Martin T3M

#### Podobná letadla
- Blackburn Ripon
- Mitsubishi B2M